# Acmispon wrangelianus
Acmispon wrangelianus là một loài đậu đôi khi còn gọi nó là sen Chile. Nó là loài bản địa của California, nơi đây nó phân bố rộng rãi, và một phần của các bang lân cận. Mặc dù nó mang tên Chile nhưng nó không phân bố ở Chile. Nó có thể được tìm thấy ở một số kiểu môi trường, bao gồm các khu vực bị khuấy động. Loài này có lông tơ và là cây hàng năm.